# Атаман (песня)
«Атама́н» — последняя песня советской рок-группы «Кино»; первоначально любительская домашняя запись Виктора Цоя, сделанная в августе 1990 года на двухкассетный магнитофон. Эта песня является единственной отбракованной из всей кассеты, которая в итоге была использована для «Чёрного альбома» группы. С тех пор более двадцати лет запись хранилась в личных архивах последней любви музыканта Наталии Разлоговой.
Впервые песня прозвучала в вариации с музыкальными партиями Юрия Каспаряна, Георгия Гурьянова, Игоря Тихомирова и Игоря Вдовина в документальном фильме «Цой — „Кино“» в 2012 году. В 2018 году независимый лейбл «Maschina Records» издал три вариации этой песни в качестве сингла. Через четыре года «Атаман» вошёл в альбом-сборник песен «Кино» в новых аранжировках «12_22».

## История
Песня была записана Виктором Цоем весной 1990 года у себя дома посредством двухкассетного магнитофона. Рок-музыкант напел пришедшие в голову строчки «Атамана», и с тех пор более двадцати лет запись хранилась у близкой подруги музыканта Наталии Разлоговой.
Эта кассета была записана Виктором только для себя, не предполагая дальнейшую публикацию. Песни с кассеты были потом записаны летом в Латвии на портастудию, а осенью 1990 года — аранжированы оставшимися участниками группы «Кино», после чего вышли в свет. Плёнка — вместе с другими песнями, записанными на ней — была отправлена в Латвию на звукозаписывающую студию, где именно «Атамана» отбраковали. Все остальные композиции с данной плёнки чуть позднее вошли в «Чёрный альбом».
Константин Кинчев в 1991 году заявлял: «Последняя песня, которую он мне показал, про атамана — она мне очень понравилась. Что-то: „…не промахнись, атаман, не заряди холостым“ — вот такая. Витька, по-моему, так никуда её не включил. Ему Каспарян напел, что эта песня на «Алису» похожа, вот он её и отставил. Он мне тоже тогда с сомнением о ней говорил: „Такая вот песня получилась, на твои похожа“... Но ничего там и близко не было». Тем не менее, как позднее признавался сам гитарист «Кино» Юрий Каспарян, всё, что сказал Кинчев — неправда: впервые он услышал эту песню лишь незадолго до её аранжировки и обнародования.
Песня осталась только в акустической (рабочей) записи, сделанной Виктором Цоем. Все эти годы кассета с акустическими вариантами песен «Чёрного альбома» и «Атаманом» (и их оцифровки) хранилась у Разлоговой. Запись была найдена случайно и передана барабанщику группы Георгию Гурьянову, а сама Наталья встретилась с Александром Цоем — сыном музыканта и обладателем прав на его творчество — чтобы уговорить его разрешить записать песню, что в итоге у неё получилось.

## Поэтика песни
Песня «Атаман» продолжает линию «Апреля» с альбома «Звезда по имени солнце» и «Кукушки» с «Чёрного альбома». «Атаман» — это набросок, из которого можно сделать вывод о том, что позднему Цою были интересны славянские гармонии, корневая русская песня в традициях «Чёрного ворона». На рубеже 1980—1990-х годов тему казачества очень часто поднимали разные исполнители, например: «Батька-атаман» («Алиса», 1985 год; Цою и Алексею Рыбину принадлежит одно из её ранних исполнений); «Казачья» и «Песня куренного атамана Гришки» (Александр Розенбаум); «Есаул» (Олег Газманов, 1989); «Атаман» (1991); «Скажи мне правду, атаман» (Татьяна Буланова, 1994); «Бывший подъесаул» (Игорь Тальков). В основном во всех этих песнях атаман показан как знаковая фигура гражданской войны. В тексте Цоя нет явной политической окраски. Лирический субъект обращается к атаману с такими фразами:

Ох, смотри не промахнись, атаман

<…>

А не то наступит ночь, ночь

И уйдут от нас поля и леса

<…>

А потом наступит день, день

Каждый скажет: «То, что было, не помню»

И пойдём под пастушью свирель

Дружным стадом на бойню— Виктор Цой
Кандидат филологических наук Зинаида Харитонова считает, что в «Атамане» присутствует возможное обращение к образам мира природы. Лес и небо выглядят как положительные знаки. В песне присутствует традиционный русский пейзаж — поля и леса. Следовательно, их уход может знаменовать собой не только смерть, но и потерю Родины:
А не то наступит ночь, ночь,

И уйдут от нас поля и леса, 

Перестанут петь для нас небеса,

И послушаем земли голоса— Виктор Цой
В композиции преобладают элементы христианской культуры, в том числе в заключительной строчке, выпадающей по ритму из припева и куплетов:
А Бог терпел, и нам велел — потерпи…— Виктор Цой
Выражение «Бог терпел и нам велел» фигурирует в ряде литературных произведений, в том числе таких авторов, как Михаил Шолохов и Павел Мельников-Печерский. Харитонова считает, что в этом случае эта пословица во многом служит для создания исторического колорита и прорисовки облика ролевого персонажа. В то же время Цой не пытается заявлять о своей религиозности. Использование этого выражения играет здесь не только религиозную роль. Пословица может свидетельствовать об одной из особенностей русского национального характера — долготерпении. Упоминание о Боге может быть воспринято как намёк на преданность вере белой гвардии в противовес атеизму большевиков. Песня «Атаман» — единственная, в которой Цой открыто использует слово «Бог» (хотя в одном из черновых вариантов песни «Место для шага вперёд» с альбома «Звезда по имени солнце» Цой тоже упоминает его).

## Издания
В 2018 году независимый петербургский лейбл «Maschina Records» впервые издал песню в качестве сингла. В его состав вошла полноценная версия песни 2012 года, которую закончили оригинальные инструменталисты группы (Юрий Каспарян, Георгий Гурьянов и Игорь Тихомиров) с Игорем Вдовиным, а также оригинальная акустическая версия Виктора Цоя, отреставрированная с оригинальной кассеты из архива Разлоговой. Оформление обложки сделал один из участников творческой группы «Новые Художники» и большой друг музыкантов группы — Олег Котельников. Второй вариант — прозрачный семидюймовый винил, который повторяет содержание обычной пластинки. Третий — CD, где помимо двух версий «Атамана», есть третий трек: студийная демоверсия, записанная музыкантами «Кино» в 2012 году.
| №  | Название                    | Длительность |
| -- | --------------------------- | ------------ |
| 1. | «Атаман (версия 2012 года)» | 4:12         |
| 2. | «Атаман (версия 1990 года)» | 3:00         |

| №  | Название                         | Длительность |
| -- | -------------------------------- | ------------ |
| 3. | «Атаман (демо-версия 2012 года)» | 4:16         |

К 30-летию со дня гибели Цоя российская арт-группа «Doping-pong» нарисовала клип на песню «Атаман».
Через 4 года после выхода сингла, в 2022 году, практически такая же версия «Атамана» (с некоторыми изменениями в аранжировке и сведении) появилась в альбоме-сборнике обновлённых версий песен «Кино» «12_22».

## Участники записи
- Виктор Цой — вокал, акустическая гитара (архивная запись)
- Юрий Каспарян — электрогитара, акустическая гитара
- Игорь Тихомиров — бас-гитара
- Георгий Гурьянов — ударные
- Игорь Вдовин — клавишные